# Emaar Properties
Emaar Properties (en árabe: إعمار), es una empresa con sede en Dubái que cotiza en bolsa. Es una de las mayores empresas inmobiliarias del mundo, está dentro del Dubai Financial Market y actualmente es parte del índice Dow Jones Arabia Titans Index. 
Emaar ha conseguido respecto al año 2005 un aumento 35% de los beneficios anuales al término del 2006. El beneficio neto pasó de los 905 millones de € del 2005 a los 1.219 millones de € del 2006. Los ingresos anuales se han incrementado igualmente de manera sustancial, pasando de los 1.600 millones € a los 2.679 millones de € en 2006, esto es, un aumento del 68%.

## Rendimiento en el mercado de valores
Los beneficios por acción para el accionista fueron en 2006 de 1.06 AED (0,203 €) comparados con los 0.85 AED (0,163 €) del 2005.
Los cambios en las acciones de Emaar han sido objeto de controversia numerosas veces. El 16 de febrero de 2006, The Khaleej Times publicó una gran caída en el precio de las acciones sucedida justo el día antes una discusión de Emaar sobre cómo repartir los beneficios de ésta. Se considera que el hecho de que el gobierno de Dubái se propietaria, junto con personalidades del país, de Emaar, perjudica a los inversores extranjeros o pequeños inversores. Junto con esto, el sector en el que actúa Emaar, sobre todo en Dubái, es propenso a sufrir burbujas que repercutan en la inversión de los accionistas. Ejemplo es esto lo ilustra la caída del precio de las acciones el 2005, que pasaron de alrededor de los 50 AED a los 10 AED por acción.

## Desarrollo en los Emiratos Árabes
Con más de 14.000 viviendas, Emaar tiene en desarrollo diversos proyectos inmobiliarios en Dubái. La compañía también gestiona el Gold and Diamond Park.  
Emaar comenzó en 1998 la construcción de su más ambicioso proyecto, con un coste de US$ 20.000 millones para desarrollar el Centro Dubái, que incluye el Burj Khalifa, la torre más alta del mundo, el Dubai Mall, Burj Khalifa Business Hub, The Lofts, The Old Town, The Old Town Island, Burj Khalifa Boulevard, The Residences, Burj Views, lagos artificiales, parques y jardines. 
Situado en el Burj Khalifa, el Hotel Armani y Residencias de Dubái incluyen 160 habitaciones y suites, restaurantes y un enorme spa. Encima de este hotel hay 144 apartamentos diseñados por Giorgio Armani y amueblados Armani Casa.
Emaar posee también varios bloques de apartamentos en 'the Greens', como villas en 'the Lakes' rentadas a los inquilinos. No obstante, las leyes de arrendamientos del Gobierno de Dubái han fijado las rentas un 50% por debajo del precio del mercado.

## Conflictos laborales
Los Emiratos Árabes Unidos tiene una importante población de expatriados trabajando en la construcción, principalmente de la India y Pakistán. Siendo los sindicatos ilegales, las malas condiciones y los bajos sueldos han llevado a los EAU algunos titulares no bienvenidos. En Dubái, el Gobierno ha hecho lo posible para garantizar los limitados derechos de tales trabajadores, especialmente asegurándose de que cobran el sueldo a tiempo. No obstante, de cuando en cuando aún ocurren disputas laborales, huelgas y protestas. El sueldo de uno de estos trabajadores ronda los 8$ y siendo las tierras en las que Emaar construye prácticamente gratuita, el precio de la propiedad inmobiliaria en Dubái parece en cierto modo desconectada de la realidad.

## Joint ventures
La empresa tiene joint ventures a lo largo de la región en países como Argelia, India, Egipto, Turquía, Marruecos, Baréin, Siria, Jordania, Pakistán, Líbano y Arabia Saudí.
Los proyectos internacionales incluyen: Cairo Heights y Smart Village, ambos en Egipto; Colinas Rocosas, un centro de entretenimiento y una comunidad residencial en Hyderabad, India; múltiples proyectos de centros turísticos en Marruecos, incluyendo Amelkis II & III y Bahia Bay, una zona residencial de golf; el proyecto de La Octava Puerta en Damasco, la primera zona de planificación urbanística de la ciudad; y Lakeside en Estambul.
En Arabia Saudí, Emaar se ha embarcado en la creación de la Ciudad Económica Rey Abdullah, un complejo de alrededor de 27 mil millones de $ que cubre la extensión de 55 millones de metros cuadrados con 35 km de costa cercana a la puerto de la ciudad de Jeddah.

## Planes de expansión
Emaar anunció planes para su expansión en el sector minorista con inversiones por encima de los 4 mil millones de $ para crear aproximadamente 150 centros comerciales en los mercados emergentes más grandes de Medio Oriente, Norte de África y el subcontinente indio.
Mientras continúa expandiendo su negocio central de propiedad inmobiliaria, Emaar se ha diversificado en sectores relacionados. Emaar posee y gestiona EMRILL, una joint venture con sede en el Reino Unido Carillion que provee servicios de gestión inmobiliaria e instalaciones. Emaar también posee el 30% del capital de Dubai Bank, centrado en la banca comercial y al consumo y es el mayor accionista de Amlak Finance, la compañía de financiación a hogares líder en los EAU.

## Presidencia
Mohamed Ali Alabbar, el director general del Departamento de Desarrollo Económico de Dubái, y presidente de Emaar Properties, es miembro del Consejo Ejecutivo de Dubái, el órgano supremo de gobierno con la meta de crear sinergias entre todas las iniciativas que se crean en Dubái.
Alabbar es uno de los miembros fundadores del Consejo Empresarial Árabe, establecido por el Foro Económico Mundial La revista Euromoney, lo nombró uno de los cinco árabes más prominentes en un total de 50 líderes económicos globales, mientras que Advertising Age lo seleccionó como una de las superestrellas del Marketing Internacional (1996). La revista Arabian Business clasificó a Alabbar en 2006 entre los 50 árabes más influyentes.
Graduado en Administración de empresas y finanzas por la Universidad de Seattle en 1981, Alabbar trabajó inicialmente en el Banco Central de los EAU, antes de marcar su presencia internacional con su periodo de cinco años como Director Generak de Al Khaleej Investments, empresa propiedad del Gobierno de Dubái, en Singapur.
En 1982 Alabbar lanzó el Departamento de Desarrollo Económico para crear políticas públicas que fortalecieran las áreas de comercio y los negocios de Dubái y promovió una cultura de transparencia. También formuló el Premio a la Calidad Dubai, el Dubai Shopping Festival y el Dubai Summer Surprises. Alabbar ha sido Vicepresidente de la Compañía de Aluminio de Dubái (DUBAL) y del Dubai World Trade Centre (DWTC).
Alabbar encabeza la expansión internacional de Emaar en los mercados emergentes de Arabia Saudí, Marruecos, Egipto, Siria, Jordania, Líbano, Turquía, Túnez, India y Pakistán. Un lanzamiento importante para la empresa fue la Ciudad Económica del Rey Abdullah, la mayor inversión privada realizada por una sola empresa en Arabia Saudí (26,6 mil millones de $). Emaar está siguiendo rápidamente un plan para diversificarse en otros sectores tales como la educación, salud, finanzas, hostelería y comercio minorista. Alabbar se ha asociado también con Giorgio Armani para establecer una cadena de alrededor de 30 hoteles de lujo y resorts bajo la marca Armani en las ciudades internacionales clave, comenzando por Milán y Dubái...
Alabbar es el presidente de RSH, un vendedor, distribuidor y minorista asiático de marcs deportivas, golf, estivos de vida activos y productos de moda con una facturación de 348,9 millones de $. También se ha asociado con Tan Sri Syed Mokhtar Al-Bukhary en el Grupo de Inversores Internacionales de Golf (GIIG) para diversos proyectos en Asia y Oriente Medio.
Alabbar es el presidente de la Asociación de Golf de los EAU, y ha sido vital para el establecimiento de Dibai en el mapa deportivo mundial a través de su participación con el torneo de golf PGA Dubai Dessert Classic. Fue nombrado ente las diez personalidades golfeadoras en el Golf World. Es también presidente del Centro Pediátrico Rashid, una organización caritativa para los niños con necesidades especiales, y trabaja de cerca con las ONG árabes para crear empleo y en el desarrollo de pequeños comercios.